# Transcripción fonética del búlgaro y macedonio con el AFI
Los gráficos siguientes muestran la forma en que el alfabeto fonético internacional (AFI) representan las pronunciaciones del búlgaro y el macedonio estándar en los artículos de Wikipedia.
Cuando se dan dos ejemplos, el primero es en búlgaro y el segundo en macedonio. Cuando se da un ejemplo, la palabra tiene la misma ortografía en ambos idiomas.
Las aproximaciones en español son en algunos casos muy imprecisas, y sólo pretenden dar una idea general de la pronunciación. Véase idioma y fonología búlgara y fonología macedonia para una mirada más a fondo en los sonidos.
Los fonemas específicos para búlgaros o macedonios están marcados con B y M.